# مارني ماك بين
مارني ماك بين (Marnie McBean) هي لاعبة أولمبية لرياضة تجديف من كندا. شاركت في الأولمبياد الصيفي في 1992–1996، وفازت بما مجموعه 4 ميداليات.

## الميداليات
| ذهب | فضة | برونز | المجموع |
| 3   | 0   | 1     | 4       |

## روابط خارجية
- مارني ماك بين على موقع الاتحاد الدولي للتجديف (الإنجليزية)
- مارني ماك بين على موقع اللجنة الأولمبية الدولية (الإنجليزية)
- مارني ماك بين على موقع أوليمبيديا (الإنجليزية)
- مارني ماك بين على موقع اللجنة الأولمبية الكندية (الإنجليزية)
- مارني ماك بين على موقع قاعة كندا للمشاهير الرياضية (الإنجليزية)
- مارني ماك بين على موقع قاعة أونتاريو للمشاهير الرياضية (مؤرشف) (الإنجليزية)